# 瓦尔库尔 (上马恩省)
瓦尔库尔（法語：Valcourt，法語發音：[valkuʁ]）是法国上马恩省的一个市镇，位于该省北部，属于圣迪济耶区。

## 地理
瓦尔库尔（48°37'0"N, 4°54'16"E）面积3.77 平方千米，位于法国大東部大區上马恩省，该省份为法国东北部内陆省份，北起马恩省和默兹省，西接奥布省，西南接科多尔省，东南接上索恩省，东临孚日省。
与瓦尔库尔接壤的市镇（或旧市镇、城区）包括：埃克拉龙-布罗库尔-圣利维埃、安贝库尔、穆瓦兰、聖迪濟耶。

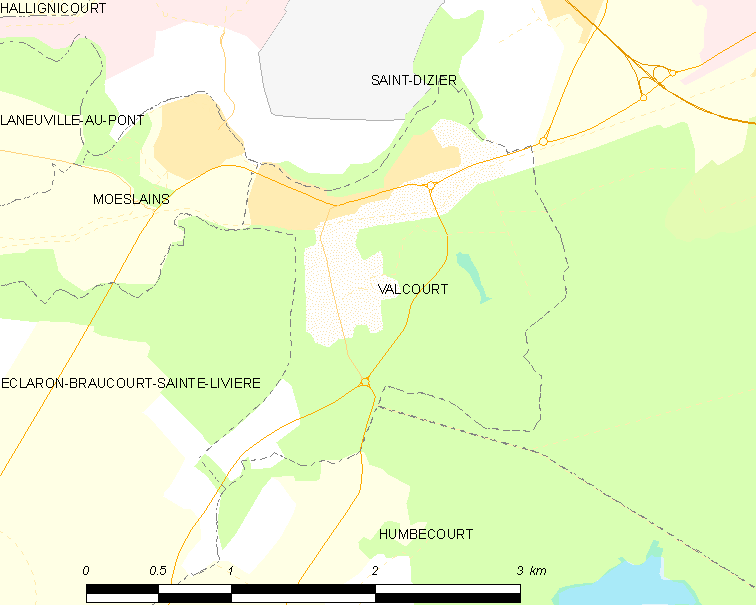
的OSM定位图

瓦尔库尔的时区为UTC+01:00、UTC+02:00（夏令时）。

## 行政
瓦尔库尔的邮政编码为52100，INSEE市镇编码为52500。

## 政治
瓦尔库尔所属的省级选区为圣迪济耶第一县。

## 人口

1962-2008年间人口变化图示

瓦尔库尔于2022年1月1日时的人口数量为608人。